# Mirte Maas
Mirte Maas (Breda, 16 luglio 1991) è una modella olandese.

## Carriera
La carriera di Mirte Maas inizia nel 2009, grazie ad un contratto con l'agenzia Women Management, grazie alla quale ad agosto sull'edizione russa di Vogue, fotografata da Aitken Jolly. a settembre debutta sulle passerelle di New York, aprendo le sfilate di Alexander Wang e Donna Karan e chiudendo quelle di Alberta Ferretti. In seguito la Maas sfila anche per Yves Saint Laurent, Balenciaga, Chloé, Valentino, Chanel, Calvin Klein, Narciso Rodriguez, Sonia Rykiel e Louis Vuitton. ad ottobre il sito style.com indica Mirte Maas come nuova modella del momento.
Dal 2010 Mirte Maas è la nuova testimonial per la campagna pubblicitarie di Alexander Wang, Balenciaga, Chanel, Calvin Klein, Roberto Cavalli ed Etro. È inoltre comparsa sulle copertine dell'edizione cinese di Vogue (febbraio 2010) fotografata da Willy Vanderperre e sull'edizione francese di Acne Paper (estate 2010), fotografata da Daniel Jackson. In seguito è stata fotografata per varie edizioni internazionali di Vogue anche da David Sims, Mario Testino e Steven Meisel.

## Agenzie
- Women Management - New York, Milano, Parigi
- Mega Model Agency - Amburgo
- New Models - Belgio
- Scoop Models
- Union Models